# 캉옷시아크
캉옷시아크(덴마크어: Kangaatsiaq)는 서부 그린란드의 케켁탈릭시에 위치한 도시이다. 이 도시는 1986년에 도시 지위를 얻었지만 정착지로서 훨씬 더 오래 존재있었다. 2020년 현재 520명의 주민이 거주하고 있다.